# Американская ассоциация монтажёров
Американская ассоциация монтажёров кино и телевидения (англ. American Cinema Editors, ACE) — почётное общество монтажёров США, основанное в 1950 году в Голливуде по инициативе двух монтажёров студии Paramount Уоррена Лоу и Джека Огилви. Членство в организации получают на основе профессиональных достижений, приверженности искусству монтажа и идеям передачи своих навыков другим. С мая 1951 издаётся официальный журнал общества CINEMAEDITOR.
В 1962 году была учреждена Премия Американской ассоциации монтажёров, также известная как «Эдди» (англ. Eddie Awards), которая вручается по итогам голосования за лучший монтаж в области кино и телевидения.